# Cuscuz de tapioca

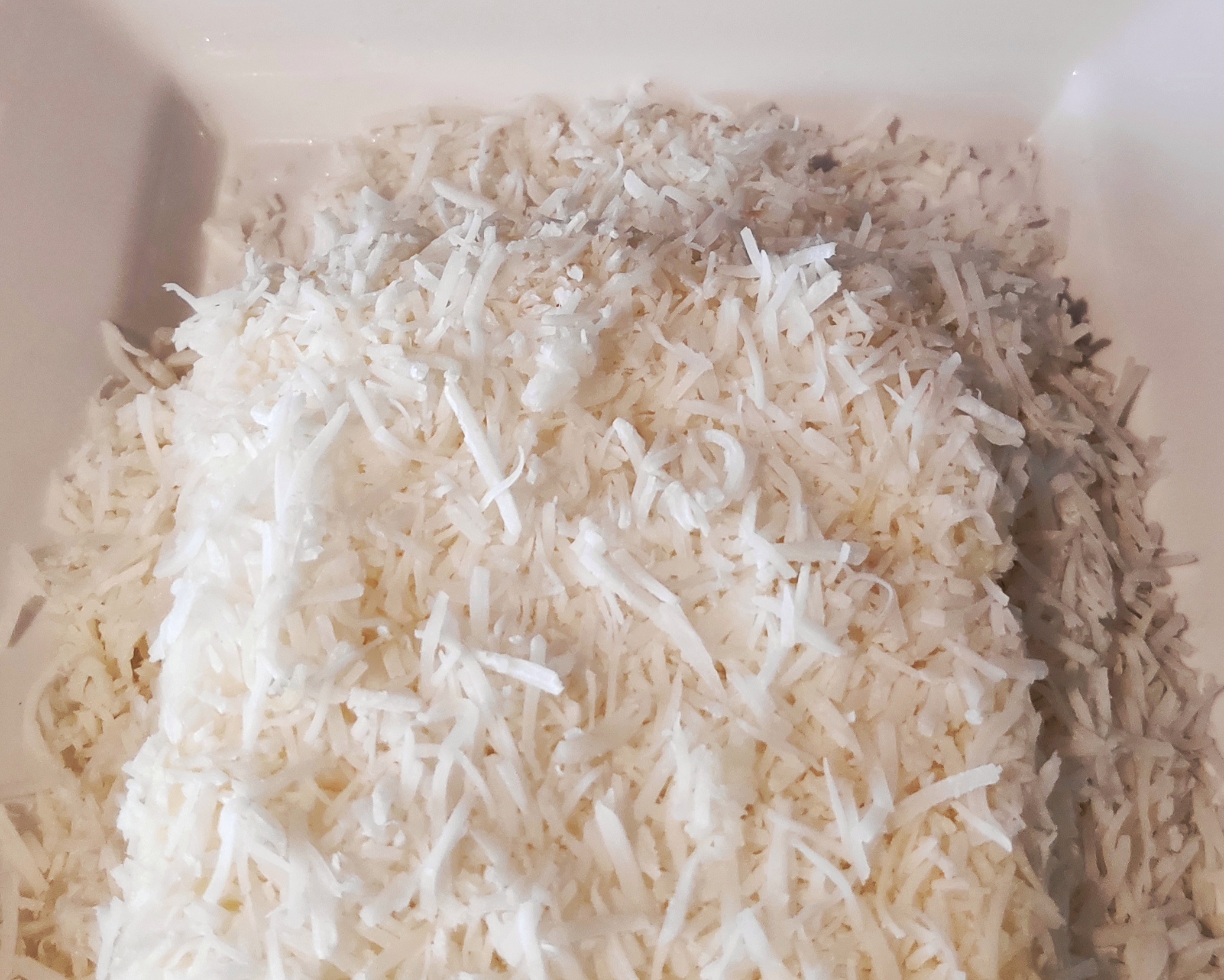
Pudim de tapioca

O cuscuz doce é um prato brasileiro de origem baiana baseado no cuscuz de origem árabe trazido pelos portugueses, preparado a partir da fécula da mandioca, também conhecida como tapioca e originária da culinária indígena. O prato também é conhecido como cuscuz branco, cuscuz carioca ou cuscuz cearense ou ainda pudim de tapioca e pode ser doce ou salgado. Na maioria das receitas de preparo do cuscuz de tapioca doce acrescenta-se coco ralado, açúcar, água ou leite. 
Acredita-se que a criação desse tipo de cuscuz se deva às africanas escravizadas, já que estas eram as principais responsáveis pela administração alimentar da sociedade da época. Senso assim, das mãos delas saia quase tudo o que era consumido na capela clerical, na casa-grande e outros locais da época. Apesar do principal ingrediente dessa iguaria ser originário da culinária indígena, os índios não tinham acesso ao açúcar nem ao leite, por exemplo, já que ambos foram trazidos pelos colonizadores europeus. Ao ter acesso a mais recursos alimentares que os nativos, as escravizadas acabavam por misturar tudo e criar receitas novas com os ingredientes ameríndios e europeus.